# Fiducie de redevance
Un fiducie de redevance (royalty trust), habituellement aux États-Unis et au Canada, est un type de corporation qui rend les distributions[Quoi ?] sur les revenus du patrimoine liés au forage pétrolier et gazier ou minier.